# Landivy
 Landivy  es una población y comuna francesa, en la región de Países del Loira, departamento de Mayenne, en el distrito de Mayenne y cantón de Landivy.

## Demografía
| 1565 | 1525 | 1473 | 1456 | 1391 | 1286 |
| Para los censos de 1962 a 1999 la población legal corresponde a la población sin duplicidades (Fuente: INSEE [Consultar]) |      |      |      |      |      |